# 富乐镇 (罗平县)
富樂鎮是中國雲南省曲靖市罗平县下辖的一个镇，位于云南省东北部、罗平县最北端，东临富源县富村乡；南连罗平县老长乡；西至麒麟区东山镇；北与富源县竹园镇接壤。距县城97千米。主要河流有块泽河。产铅锌矿。
富樂鎮共下辖桃源、必米、法本、乐峰、天水、富乐、菜园、新沙河、鸡场、半坡、阿洪、红岩、河外12个村民委员会和1个社区居民委员会。总面积208平方公里，2006年末有48332人。人口以漢人為主，亦有彝族和回族。

## 行政区划
富乐镇下辖以下地区：
富乐社区、天水社区、菜园社区、桃源村、必米村、法本村、乐峰村、新沙河村、鸡场村、半坡村、阿洪村、红岩村和河外村。